# Ruta 3 (Paraguay)
Die Ruta 3, auch General Elizardo Aquino genannt, ist eine Fernstraße in Paraguay. Die Straße verbindet die Hauptstadt Asunción mit Salto del Guairá im äußersten Osten des Landes an der Grenze zu Brasilien. Die RN 3 ist 413 km lang.

## Straßenbeschreibung
Die RN3 beginnt in der Hauptstadt Asunción und hat 2 × 2 Fahrspuren in der Kernstadt und 2 × 3 Fahrspuren in den nördlichen Vororten und Vorstädten. Im Norden von Asunción wird die RN 9 gekreuzt. Nach dem Verlassen der Stadt wird die Straße einspurig. Die Straße führt zunächst ostwärts nach San Estanislao und läuft dabei durch flache landwirtschaftlich genutzte Gebiete mit wenig Aufforstung. Von San Estanislao führt sie nach Norden und ist die einzige durchgehende Nord-Süd-Strecke in diesem Teil von Paraguay. Allerdings gibt es nur wenige Orte an der Strecke. Dies ist der Übergangsbereich des Cerrado im Gran Chaco. Nach Yby Yaú verläuft die Straße etwa 40 Kilometer lang zusammen mit der RN 5 auf einer gemeinsamen Trasse. Die Straße endet an der Grenze zu Brasilien in Bella Vista, wo die brasilianische BR-060 beginnt, die nach Campo Grande führt.

## Geschichte
Die RN3 ist traditionell die wichtigste Verbindung zwischen Asunción und dem nordöstlichen Paraguay. Die RN 3 ist die einzige Hauptstraße aus Süden nach Yby Yaú, der nördlichste Teil der Straße ist noch nicht asphaltiert. Die Verbindung der RN 5 bei Dourados ist daher ein wichtiger Weg nach Brasilien über die RN 3.

## Weblinks

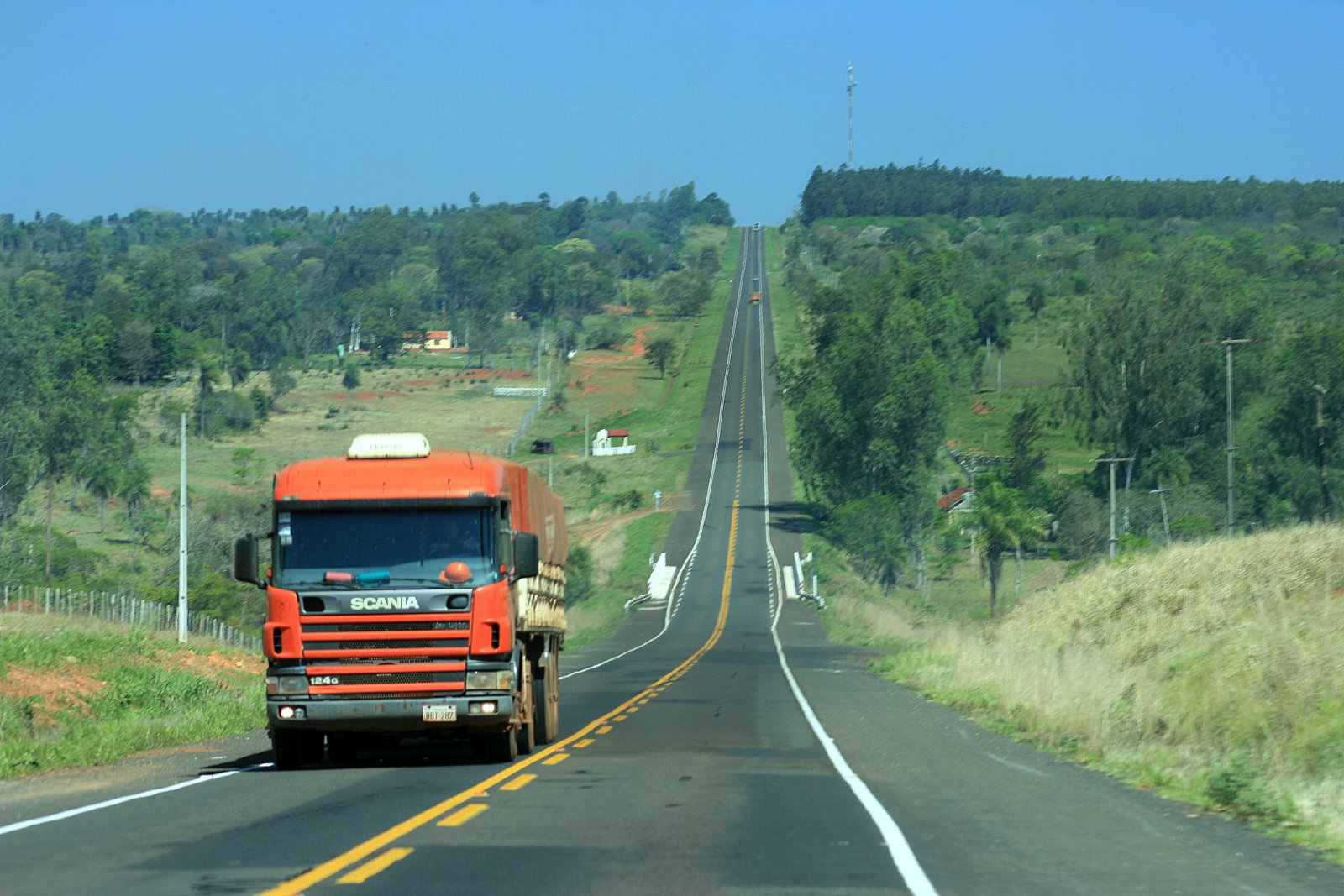
Ruta 3 im Departamento Concepción